# 布瓊諾夫斯克區
44°47′N 44°09′E / 44.783°N 44.150°E
布瓊諾夫斯克區（俄语：Будённовский район），是俄羅斯的一個區，位於該國西南部，由斯塔夫羅波爾邊疆區負責管轄，面積3,203平方公里，2010年人口53,251，人口密度每平方公里16.63人。